# În pustiul Patagoniei
În pustiul Patagoniei (titlu original în spaniolă Plaza Huincul (Pozo uno)) este un film argentinian realizat de regizorul Lucas Demare în anul 1960, bazat pe un scenariu de Sixto Pondal Ríos, având protagoniști pe Duilio Marzio, Nelly Meden, Juan José Míguez și Jardel Filho. Este primul fim din patru, turnate in Compania de producție Huincul despre pionieratul companiilor de exploatare a petrolului în Argentina.

## Distribuție
- Duilio Marzio
- Nelly Meden – Pasto Verde
- Juan José Míguez
- Jardel Filho
- Guillermo Murray
- Ricardo Argemí
- María Aurelia Bisutti
- Omar Tovar
- Julio Bianquet
- Miguel Ángel Muiño
- Romualdo Quiroga
- Domingo Garibotto
- Jorge de la Riestra
- Oscar Borda
- Juan Quetglas